# Данишменди
Данишменди су били огушка династија која је владала северним, централним и источним деловима Анадолије током 11. и 12. века. Првобитно упориште било им је око градова Сивас, Токат и Неоцезареја одакле су се проширили на запад до Анкаре и Кастамонуа и на југ до Малатије коју су освојили 1103. године. Династија је територију почела стицати након муслиманске победе над Византијом у бици код Манцикерта 1071. године. Значајнија личност династије био је Малик Гази, за кога се претпоставља да је искористио турске унутрашње сукобе како би издејствовао самосталност 1086. године. Значајну улогу одиграо је и у Првом крсташком рату, а познат је и као владар који је заробио Боемунда Тарентског у бици код Мелитене. У другој половини 12. века, територије Данишменда анектирао је селџучки Румски султанат.